# 马雷斯特蒙捷
马雷斯特蒙捷（法語：Marestmontiers）是法国皮卡第大区索姆省的一个市镇，属于蒙迪迪耶区蒙迪迪耶县。该市镇2009年时的人口为113人。

## 人口
马雷斯特蒙捷人口变化图示
| 数据来源：INSEE |